# Nagy Zoltán (építész)
Dr. Nagy Zoltán (Székelykocsárd, 1923. szeptember 12. – ) magyar építész.

## Elismerései
- 1968, 1991: Alpár Ignác-emlékérem
- 1969: Ybl Miklós-díj

## Könyvei, írásai
- Modern építészeti lexikon,  Műszaki Könyvkiadó, Budapest, 1978
- A pálya sodrában, Átrium Építőművészet, Lakásművészet, Design, 1997/4.
- Műemléklap, az Országos Műemlékvédelmi Hivatal tájékoztatója[3]
  - 1598. Hogyan tovább? (XIX. Országos Műemléki Konferencia) I. 1997. 4. 1.
  - 1599. ICOMOS Tanácskozás rekonstrukcióról - IV. évf. 2000. 3/4. 15.
  - 1600. Közös felelősséggel… Magyar–román kulturális tanácskozás,  3. 1999.1.5.
  - 1601. Még egyszer: Szekszárd (XX. Országos Műemléki Konferencia) 3. 1999.7.1-3.
  - 1602. Megkérdezdtük Román Andrást, milyennek látta a XX. OMK-t, m. f.
  - 1603. Megkérdezdtük Szabó Bálintot, hogy mi a véleménye a tusnádi konf-ról 4.2000. 3/4. 29.
  - 1604. Műemlékes tanácskozás Kassán, 1996. szeptember 5-8. 40. 1996.305-306.
  - 1605. Műemléki Világnap Siklóson, Konferencia a várakért, I. 1997.2.1-2.ill.
  - 1606. Az örökségőrök fóruma, Örökségünk Őrei Alapítvány, I. 1997.5/6.1.
  - 1607. Segítheti-e az idegenforgalom a műemlékvédelmet? (Beszélgetés Katona Bélával) 1997.4.2.
  - 1608. Számvetés és jövő, Hagyomány és megújulás a XIX. Ünnepi Országos Műemléki Konferencia I. 1997.3.1.
  - 1609. Tusnád és világnap, 2. 1998.4.1-2.
  - 1610. Tusnád után, VIII. Nemzeti tudományos konferencia, 3. 1999.3-4.
  - 2000. január - IV. évf. 2000.1. 1. sz. (szerk.)